# Italia Lucchini
Italia Lucchini, född 8 december 1918 i Marino, regionen Lazio, död 29 april 1998 i Vicenza, regionen Veneto, var en italiensk friidrottare med löpgrenar som huvudgren. Lucchini var en pionjär inom damidrott och blev bronsmedaljör vid EM i friidrott 1938 (det första EM i friidrott, där damtävlingar var tillåtna även om herrtävlingen hölls separat i Paris).

## Biografi
Italia Lucchini föddes 1918 i Marino i mellersta Italien. Efter att hon börjat med friidrott tävlade hon i kortdistanslöpning och stafettlöpning. Hon gick senare med i idrottsföreningen "Venchi Unica Torino" i Turin. Hon tävlade för klubben under hela sin aktiva tid.
1938 deltog hon vid EM i friidrott 17 september–18 september på Praterstadion i Wien. Under tävlingarna tog hon bronsmedalj i stafettlöpning 4 x 100 meter med 49,4 sekunder (med Maria Alfero, Maria Apollonio, Rosetta Cattaneo och Italia Lucchini som fjärde löpare).
1939 tog hon sin första medalj i de italienska mästerskapen vid tävlingar i Milano då hon vann guldmedalj på löpning 100 meter och på stafett 4x100 meter. Hon blev italiensk mästare på 100 meter även 1941 och 1942 samt mästare på stafett 4 x 100 meter även 1940, 1942 och 1946.